# 지연해
지연해(池蓮海, 1912년 ~ 1972년 8월 10일)는 대한민국의 정치인이다. 
전주북중학교와 복강농업학교를 졸업하고 전북도 상공과장, 부안군수,  제2대 국회의원을 역임하였다.

## 역대 선거 결과
|  | 16.00% |

|  | 27.48% |

## 참고 자료
- 지연해 - 대한민국헌정회